# Mirko Slade Šilović
Mirko Slade-Šilović (1916. – 1992.) je hrvatski pjesnik.
Trogirski kroničar, pjesnik, novinar, počasni konzervator, kustos i profesor matematike i fizike. Pjesme su mu uglavnom vezane za Trogir, ali su vezane i za sakralnost. Trogir mu je bio grad nadahnuća, tim više što je to grad koje je bio i ostao vezan u crkvu. Zbog potonjeg, Mirko Slade Šilović je dio svojih pjesama vezao uz trogirsku crkvu. Pisao je i na trogirskoj cakavici.

## Djela
- Torci i tamjani

## Poveznice
- Slade (hrvatsko prezime)